# Герб комуни Гетеборг

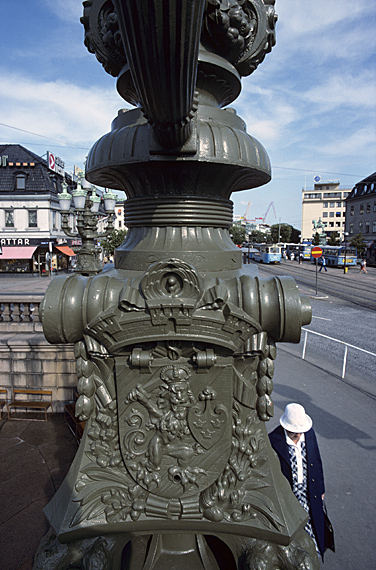
Герб Гетеборга в оздобленні деталей моста

Герб комуни Гетеборг (швед. Göteborgs kommunvapen) — символ шведської адміністративно-територіальної одиниці місцевого самоврядування комуни Гетеборг.

## Історія
Герб місту Гетеборгу було надано королівським привілеєм 1607 року. Символ підкреслював стратегічне значення Гетеборга для захисту західного узбережжя Швеції. 
Лев на гербі повернутий ліворуч, що суперечить геральдичним нормам. Мабуть така неточність трапилася ще в перших зображеннях, а через консервативний підхід муніципальної влади вона залишилася, хоча були спроби розвернути лева у праву геральдичну сторону. Цей герб з поворотом лева ліворуч отримав королівське затвердження 1952 року як символ міста Гетеборг, хоча й були заперечення з боку геральдичних експертів. 
Після адміністративно-територіальної реформи, проведеної в Швеції на початку 1970-х років, муніципальні герби стали використовуватися лишень комунами. Тому з 1974 року цей герб представляє комуну Гетеборг, а не місто. Новий герб комуни Гетеборг офіційно зареєстровано 1973 року.

## Опис (блазон)
У синьому полі три скошені праворуч хвилясті перев'язи, поверх чого спинається золотий лев із роздвоєним хвостом, у закритій короні, з червоним язиком і пазурами, тримає у правій передній лапі піднятий вгору золотий меч, а в лівій — опущений додолу синій щит з трьома золотими коронами (дві над однією).

## Зміст
Сучасний герб базується на символі з герба міста Гетеборга з XVII століття. Лев походить з герба династії Фолькунгів. Він вказує на роль міста у захисті Швеції з боку західного узбережжя. 